# Car Kalojan
Car Kalojan (bulharsky Цар Калоян), op. 30, je opera o třech dějstvích a šesti obrazech bulharského skladatele Panča Vladigerova. Libreto k této Vladigerově jediné opeře podle románu Fani Popovové-Mutafovové (1902–1977) napsal za pomoci přispění spisovatelky básník Nikolaj Liliev (1885–1960). Opera měla premiéru 20. května 1936 v Národní opeře a baletu v Sofii.

## Vznik opery
V bulharské operní tvorbě dlouho, až do druhé poloviny 30. let 20. století, převládal jednoduchý, výrazně folkloristický styl spojený se jménem zakladatele bulharské opery Georgiho Atanasova (1882–1931). Teprve generace mladých skladatelů, která vystoupila v polovině třicátých let, se programově odklonila od této tradice a pokusila se stvořit opery moderního, náročnějšího hudebního stylu. Patřil sem Veselin Stojanov (Ženské carství 1935, Salambo 1940), Ljubomir Pipkov (Janiných devět bratří 1937) a zejména Pančo Vladigerov.
Pančo Vladigerov působil od roku 1932 jako profesor na Sofijské hudební akademii a věnoval se řadě hudebních forem, které byly dosud v bulharské hudbě zanedbávány (symfonické skladby, koncerty). Úspěchy v orchestrálních skladbách na bulharská témata (např. rapsodie „Vardar“) jej přivedly na myšlenku napsat moderní velkou bulharskou operu. Podařilo se mu získat svolení a příslib spolupráce autorky populárních historických románů Fani Popovové-Mutafovové. Především na základě jejího románu Soluňský divotvůrce (1930), a využitím motivů z dalšího románu Kalojanova dcera (1936), napsal Vladigerovovi libreto jeho přítel básník Nikolaj Liliev. Fabule se opírala o historické fakty ze života bulharského cara Kalojanana počátku 13. století – jeho spojenectví s papežem proti Byzanci a jeho korunovaci roku 1204, jeho vítězství nad vojskem Latinského císařství u Drinopole roku 1205, zajetí a věznění latinského císaře Balduina a Balduinova poprava; k tomu doplnil básník milostný motiv neopětované lásky Kalojanovy kumánské manželky (v opeře se jmenuje Marie) a křižáckého císaře.
Vladigerov začal operu psát na začátku roku 1935 a za osm měsíců měl hotov klavírní náčrt, dalších osm měsíců strávil její orchestrací. 20. května 1936 se pak konala její premiéra v sofijském operním divadle; dirigoval Asen Najdenov a režii měl Christo Popov, scénu a kostýmy navrhli Ivan Penkov a Alexandăr Milenkov, v hlavních rolích zpívali Cvetana Tabakova (carevna Maria), Săbčo Săbev (car Kalojan) a Petăr Rajčev (císař Balduin). Obecenstvo přijalo operu velmi vřele, stejně jako kritika v nebývale početných recenzích. Skladatel Ljubomir Pipkov ji ve svých úvahách prohlásil za vzor toho, jakým směrem se má bulharská opera ubírat, aby se vymanila ze svazující tradice.

## Charakteristika

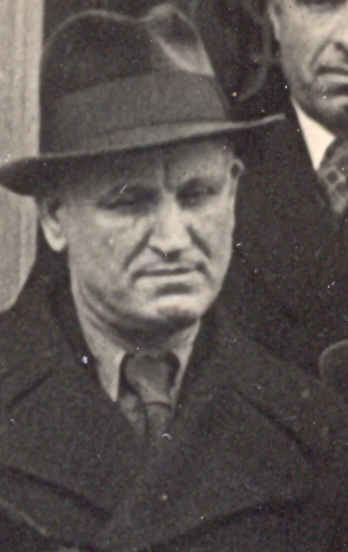
Nikolaj Liliev, libretista Cara Kalojana

Podle muzikologa Venelina Krusteva je Vladigerovův Car Kalojan dílo nejbližší „velké opeře“ z dosavadních bulharských oper. Libreto se vyznačuje poetickým a vznešeným jazykem, v řadě míst však převládá statičnost a navíc jistá dramaturgická nevyváženost: první tři obrazy jsou epické a zabývají se historickými ději obecného významu, zatímco poslední tři obrazy se soustředí na milostné problémy carevny Marie a převládá v nich lyrika.
Vladigerovova opera patří svým stylem k pozdnímu novoromantismu; má formu číslové opery, tj. je složena z jednotlivých uzavřených hudebních prvků, částečně tematicky provázaných. Skladatelově povaze odpovídá emotivní, vášnivá hudba, prostá racionalismu a kontemplativnsti. Krustev zmiňuje skladatelovu „dráždivou a barvitou hudbu, lyrický patos ve vokálních partech, burácející orchestr, živelné taneční rytmy a brilantní scény s masovými sbory“. Zejména romanticky exaltované melodie hlavních hrdinů potvrzují, že Car Kalojan je – přestože v kontextu bulharské opery jako první výrazně zapojuje orchestr – především „opera zpěváků“. Přestože je tato opera považována za symbol překonání folklorismu, obsahuje Vladigerovova hudba řadu folklórních elementů a přímých výpůjček písní a tanců; zejména lze vypozorovat vliv lidových tanečních rytmů a hajduckých písní o svobodě.
Car Kalojan je považován za jedno z nejvýznamnějších Vladigerovových děl. Podle Ognjana Stambolieva „… jí začala nová etapa rozvoje naší hudby. S ní bulharská hudba opouští rámec folklórně-lidové omezenosti a technických a kompozičních nedostatků, které byly charakteristické pro tvorbu většiny jeho předchůdců.“

## Inscenační historie
První inscenace Cara Kalojana se stala předmětem diplomatického incidentu – u bulharské vlády proti ní protestoval belgický vyslanec s odůvodněním, že vyobrazení císaře Balduina Flanderského uráželo belgický stát a lid. Osudná však pro ni byla jiná věc, a to tlak bulharského carského dvora. Na pokyn hofmistra generála Jovova byla opera po osmi reprízách přes úspěch u obecenstva stažena z repertoáru. Důvodem byla obava, že nelichotivý portrét carevny Marie příliš připomínal osobu tehdejší carevny Jany Italské.
Dostatečnou náhradou se však stala skutečnost, že operu vzápětí nastudovalo – ve slovenském překladu Arnolda Flögla (1885–1950) – Slovenské národní divadlo v Bratislavě. Bratislavská opera, jež v té době vynikala odvážnou dramaturgií (nedlouho předtím jako první mimo SSSR uvedla Šostakovičovu Lady Macbeth Mcenského újezdu), ji poprvé hrála 30. ledna 1937 a Car Kalojan zde dosáhl velmi příznivých 18 představení. Nejen že se jednalo o vůbec první provedení bulharské opery v zahraničí, ale tato inscenace uvedla Cara Kalojana a jeho tvůrce do širšího povědomí; vysílal ji živě Československý rozhlas i některé spřízněné středoevropské stanice a první akt přebírala i severoamerická stanice NBC. Kritické ohlasy na opery vyšly v československém, rakouském i maďarském tisku, ba i v The New York Times. Ještě roku 1937 uvedlo Cara Kalojana rovněž divadlo ve slovinské Lublani (15 představení).
Po druhé světové válce bylo uvádění Cara Kalojana omezeno na vlastní Bulharsko, a i to s obtížemi. Pro různé ideologické námitky byla pevní poválečná inscenace uvedena až roku 1962 v operním divadle v Ruse, libreto však Ivan Genov značně přepracoval tak, aby se domácí car Kalojan jevil v příznivějším světle a naopak „západní“ protivník císař Balduin ztratil původní ušlechtilé rysy. Přes značné zásahy do děje (byly mj. připsány dvě nové postavy) byly zásahy do hudby jen malé a „autorizované“ skladatelem. V této podobě, již režíroval Evgenij Nemirov a dirigoval Romeo Rajčev, byla opera hrána 25krát se značným úspěchem, nahrál ji sofijský rozhlas a byl vydán klavírní výtah.
Návrat k původní verzi znamenala sofijská inscenace z roku 1975, kterou režíroval Michail Chadžimišev, pamětník premiéry), a dirigoval skladatelův syn Aleksandr Vladigerov. Inscenace se hrála čtyři sezóny, dosáhla 19 představení a sofijské divadlo s ní hostovalo v Československu (Praha, Brno, Bratislava) a Moskvě; na jejím základě byla pořízena gramofonová nahrávka a vydán nový klavírní výtah. Další nastudování připravila bulharská divadla ve Staré Zagoře (1975, toto divadlo s ní hostovalo v polské Lodži) a Varně (1978). Varenské premiéře (22. července) byl ještě přítomen Pančo Vladigerov, který o několik týdnů později zemřel.
Roku 1987 se Car Kalojan – respektive z cenzurních důvodů jen Kalojan – dostal do svého dějiště Velkého Tarnova, na vrch Carevec v centru města před starým palácem v monumentální plenérové inscenaci Plamena Kartalova. Inscenace se opakovala též roku 1998 na Battenberském náměstí v Sofii a roku 2009 opět na Carevci.

## Osoby
- Kalojan, bulharský car – baryton
- Carevna Maria, jeho manželka, Kumánka – soprán
- Balduin, latinský císař – tenor
- Boril, carův synovec – tenor
- Zoja, dvorní dáma – mezzosoprán / alt
- Kalja, kumánská služka –alt / mezzosoprán
- Běžec (posel) – bas
- Tlumočník – tenor
- Bulharský arcibiskup – bas
- Mnich – bas
- Sluha – tenor
- Bojaři, bojarky, kumánská děvčata, vokáci, křižáci, duchovní

## Děj opery

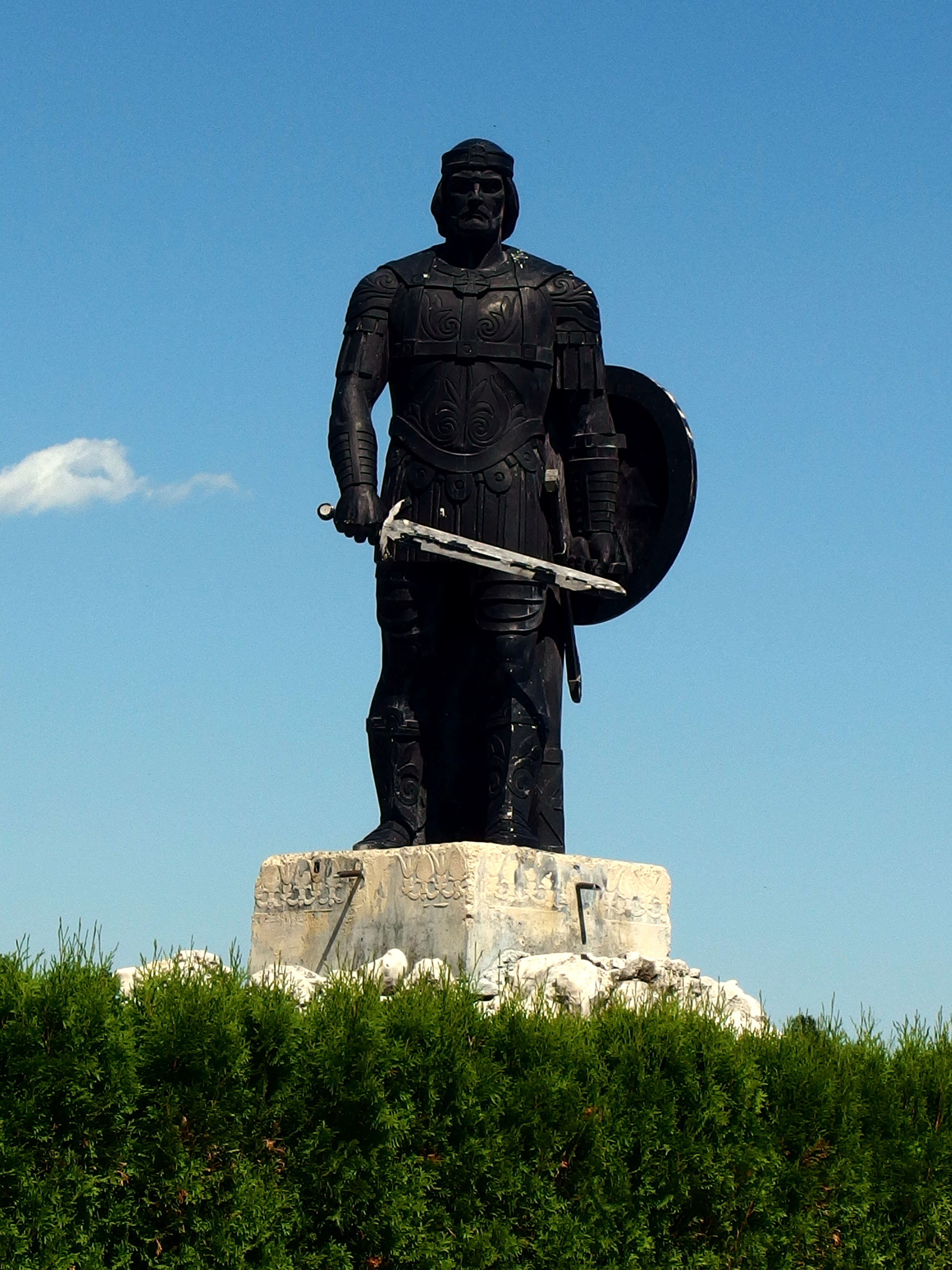
monumentální socha Kalojana u Velika Tarnova.

Odehrává se v prvních letech 13. století v Tarnovu.
V prvních letech 13. století vydobyl bulharský předák Kalojan faktickou nezávislost na oslabené Byzantské říši; roku 1202 navíc do Konstantinopole dorazila výprava francouzských šlechticů vedených flanderským hrabětem Balduinem a montferratským markrabětem Bonifácem, aby vyrazili na čtvrtou křížovou výpravu proti Saracénům. Kalojanovi se ve sporu s Byzancí podařilo dosáhnout významného diplomatického úspěchu: obrátil se na hlavu západní církve, papeže Inocence III., a ten k němu vyslal nuncia s pověřením, aby Kalojana korunoval na bulharského cara podle latinského obřadu.

### 1. dějství
(1. obraz – V katedrálním chrámu sv. Dimitrije v Tarnovu) Právě končí korunovace, car Kalojan a jeho manželka, pokřtěná kumánská princezna Maria, vycházejí před lid, který jim s jásotem provolává slávu. Car Kalojan k nim hovoří o to, že se splnil jeho sen – podařilo se obnovit říši Simeona Velikého a skrze papeže zajistit bulharskému státu mezinárodní uznání.
Objevují se však Kalojanovi vyslanci do Konstantinopole a nesou špatné zprávy. Jejich mluvčí Kliment vypráví, že se hrabě Balduin prohlásil latinským císařem a vypověděl Bulharsku válku; již chystá vojsko, aby Kalojanovu říši napadl. Kalojan je smutně překvapen, neboť s Balduinem dříve sjednal přátelství a mír. Vyčítá křižákům věrolomnost a navíc to, že zapomínají na svůj pravý cíl – osvobodit Boží hrob z rukou nevěřících. Car bere do ruky meč a vyzývá svůj lid, aby nečekal na latinský vpád a vydal se s ním do boje na obranu vlasti.
(2. obraz – Komnata carevny Marie) Carevna Maria se cítí opuštěna manželem, který je stále na vojenských výpravách a o ni nedbá. Její dvorní dáma Zoja se ji snaží rozptýlit písní, ale nedaří se jí to. Stará kománská služka a věštkyně Kalja má pro carevnu potěšující předpověď: prožije brzy velkou lásku a přijde pro ni chrabrý rytíř. Ale carevna věštbě nevěří. Její mizernou náladu nerozptýlí ani tanec a zpěv kumánských žen.
Carevnina rozpoložení se snaží využít carův synovec Boril, jenž po své tetě touží, ale rázná carevna se ubrání jeho útokům a vypovídá jej ze svých pokojů.
V tom se zvenčí ozve hluk a řinčení zbraní. Služebné se seběhnou u carevny a všichni se strachují, že Kalojanovo vojsko bylo poraženo a že nepřítel je již před hradbami. Ale carův posel přináší zprávu, že naopak bulharské vojsko drtivě zvítězilo nad křižáky v bitvě u Adrianopole. Část výkvětu křižáckého vojska padla, mnoho šlechticů bylo zajato a do zajetí padl i sám císař Balduin.

### 2. dějství

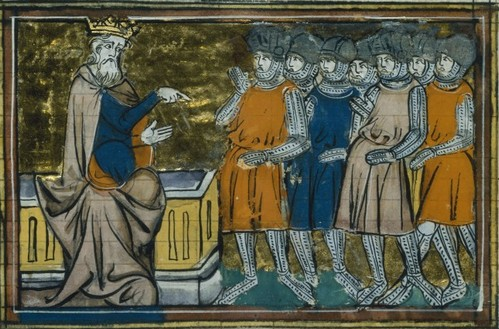
Balduin I. s křižáckými rytíři

(1. obraz – Před hradbami Tarnova) Lid nadšeně vítá cara Kalojana a jeho vojsko, triumfálně se vracející z boje. Arcibiskup žehná lidu a carevna vítá svého chotě. Křižáčtí zajatci jsou předvedeni před cara v železech; mají být propuštěni za výkupné. Císaři Balduinovi však Kalojan káže nejen sejmout okovy, ale dokonce mu vrací meč a vyzývá jej, aby se u něj cítil ne zajatcem, ale hostem. Balduin je Kalojanovou velkorysostí překvapen a dojat; chválí carovu ušlechtilost. Kalojan Balduinovi představuje svou manželku. Carevně Marii se vznešený, byť poražený rytíř ihned zalíbí. Arcibiskup cara po straně varuje, aby svou velkodušnost nepřeháněl, ale Kalojan nedá na jeho rady a zahajuje lidovou veselici na oslavu vítězství.
(2. obraz – Zahrada u paláce Carevec) Car Kalojan opět válčí a carevna Maria je opět sama. Několikrát navštívila Balduina ve věži, která mu slouží za příbytek, pod záminkou starosti o jeho zdraví a pohodlí. Přitom k němu zaplála láskou. Nyní se prochází zahradou a doufá, že se s ním setká, neboť je známo, že sem za horkých letních nocí císař často chodívá.
Namísto toho jí cestu zahradí Boril. Vnucuje jí svou lásku a současně dává najevo, že zná carevnino tajemství. Varuje ji rovněž, že Kalojan je na cestě zpět do Tarnova. Ale carevna jeho řečem nedopřává sluchu a odmítá jej.
Poté skutečně přichází Balduin. Je smuten, tíží jej jeho situace zajatce i vzpomínky na děti a zesnulou manželku. Je překvapen, že potkává carevnu Marii, ale pod vlivem atmosféry se jí svěřuje s výčitkami svědomí, které jej pronásledují za jeho hříchy. Zradil svého pána, francouzského krále, v boji proti Angličanům. Jako pokání se postavil do čela křížové výpravy, ale nechal se svést přeludem moci a místo osvobození Jeruzaléma se dal prohlásit v Konstantinopoli císařem. Navíc opustil svou ženu, která na cestě do Konstantinopole zemřela. A nakonec zradil i Kalojanovo přátelství.
Maria jej soucitně poslouchá a nabízí Balduinovi pomoc, dokonce je ochotna mu dopomoci k útěku. Ale Balduin odmítá opětovně porušit své slovo Kalojanovi s odkazem na svou čest a carovu velkomyslnost a Marii připomíná, že je carovou manželkou. I Maria podléhá kouzlu letní noci, vysmívá se Balduinovým slovům a snaží se jej svést, ale ten před ní prchá a zavírá se do své věže. Osamělá carevna vzývá kumánské bohy svých předků, aby jí pomohli získat Balduinovu lásku.

### 3. dějství

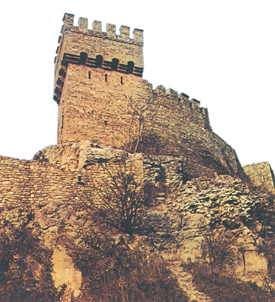
Balduinova věž ve Velikém Tranovu

(1. obraz – Vnitřek Balduinovy věže) Balduin se schovává ve věži, aby se vyhnul královně, a je čím dále těžkomyslnější; zpívá si píseň o křižácích. Stráže mu oznamují, že jej chce navštívit katolický mnich, ale když jej Balduin přijme, ukáže se, že se pod kutnou skrývá Maria. Vypůjčila si hábit od skutečného mnicha. Znovu císaři plamenně vyznává lásku a vyzývá ho, aby s ní uprchl; pomoci mu má právě zmíněný mnich. Navíc mu slibuje nové dosazení na trůn za pomoci Řeků a jí věrných Kumánů. Zatímco latinská koruna již císaře nechává chladným, myšlenkou na svobodu a návrat do vlasti je Balduin na chvíli omámen. Pak se však vzpamatuje a vášnivou carevnu rázně a chladně odvrhuje: bude raději otrokem než mužem bez cti. Do hloubi duše uražená Maria mu slibuje pomstu a spěšně odchází.
Balduin si zoufá. V té chvíli vstupuje skutečný mnich, posel z Flander, který přišel tajně vyzvědět osudy zajatce. Balduin dává mnichovi dopis adresovaný jeho bratrovi Eustachovi v Konstantinopoli, v němž líčí svůj život v Tarnovu včetně potíží s carevnou Marií.
(2. obraz – V carském paláci) Kalojan se právě vrátil z výpravy a odvržená Boril si pospíšil, aby mu vypověděl o vztahu mezi carevnou a Balduinem. Kalojan touto obvinění nevěří a rozhodně je odmítá. Carevna ukrytá za sloupem vše vyslechla a dostává strach. Sama před svého muže předstoupí a přísahá na spásu duší svých rodičů, že je nevinná. Zato prý však císař Balduin usiloval o její čest a snažil se ji přemluvit, aby mu dopomohla k útěku.
Kalojan nechce jejím obviněním lehce uvěřit, současně však dostává dvě zprávy: jednak tu, že Balduin poslal po mnichovi jakýsi dopis do byzance, a jednak tu, že se Řekové ve Filipopoli vzbouřili proti jeho vládě. Roztrpčený Kalojan dochází k závěru, že Balduin opět zradil dané slovo a je s povstalci ve spojení, a proto ho přikazuje zavraždit ve věži. Jeho smrt má být oznámena úderem zvonu.
Netrvá dlouho a stráže donesou jiný důkaz: podařilo se jim dotyčného mnicha zadržet a s ním i Balduinův dopis. Přivolaný tlumočník z francouzštiny překládá obsah dopisu; ukazuje se, že Balduin byl rozhodnut držet dané slovo, i obtížná vášnivá láska carevny Marie. Carevna to v úkrytu za závěsem vyslechne a vidí, že její osud se naplnil; bere do ruky dýku a probodne se.
Car vidí, že Balduinovi ukřivdil, a rychle vydává rozkaz, aby byla poprava zrušena. V té chvíli však zazní zvon. Je pozdní noc a průvod přináší Balduinovu mrtvolu. Zdrcený Kalojan se s pláčem loučí s přítelem, který mu prokázal věrnost a zemřel jako pravý rytíř, zatímco arcibiskup vyslovuje obavy, že císařova smrt přivodí bulharskému národu další utrpení.

## Diskografie
- 1975. Zpívají: (Kalojan) Sabin Markov, (Maria) Maria Vencislavova, (Balduin) Nikola Nikolov, (Gavril) Luben Mihailov, (Zoja) Reni Penkova, (Kalja) Evgenia Babaševa, (posel) Boris Bogdanov, (tlumočník) Živko Grančev, (arcibiskup) Bojan Kacarski, (mnich) Dimitar Stančev. Sbor a orchestr Sofijské opery a baletu řídí Aleksandr Vladigerov (rozhlasová nahrávka sofijské inscenace).